# .32 ACP

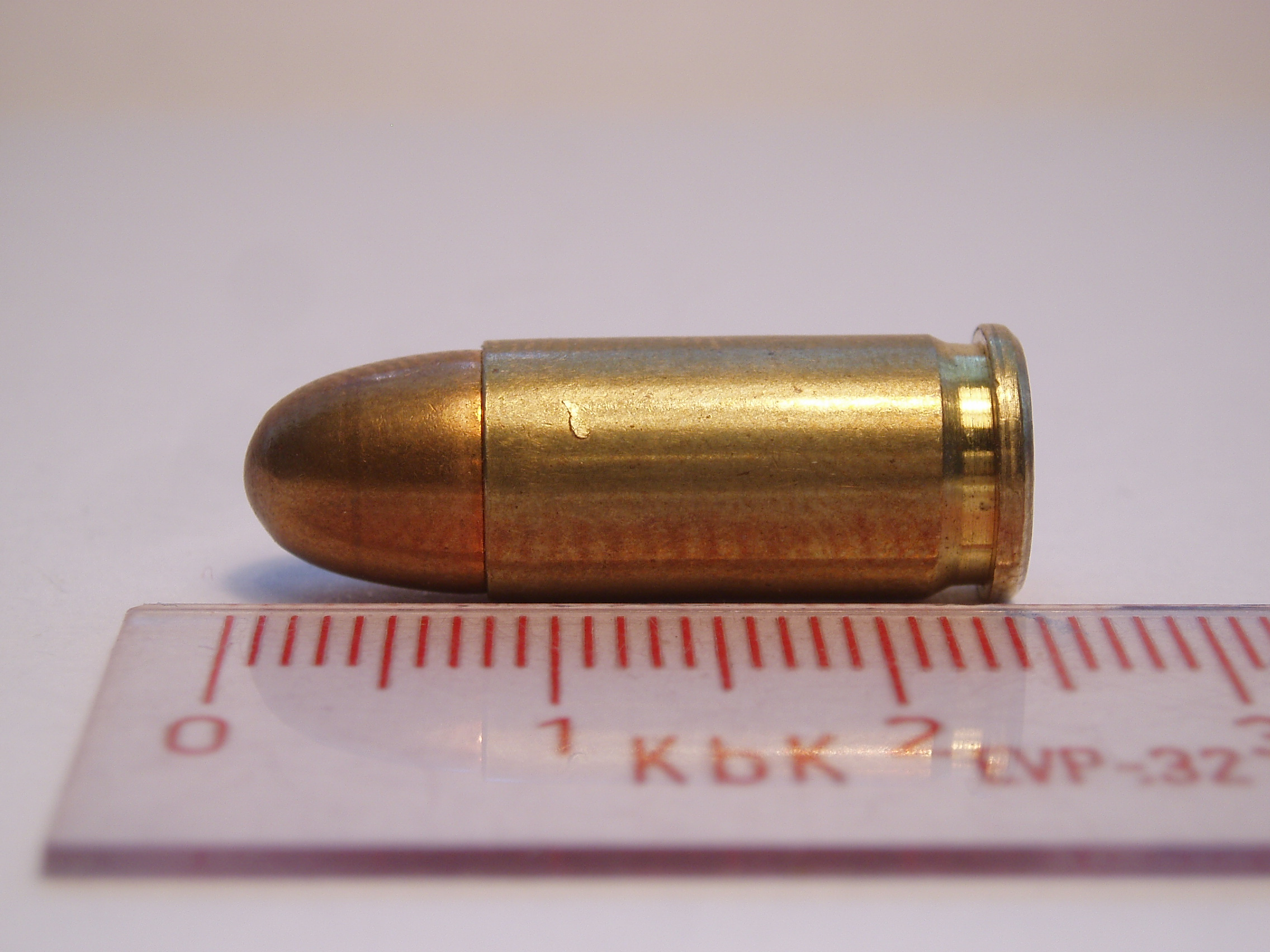
Zijde van een .32 ACP-pistoolpatroon van Sellier & Bellot.

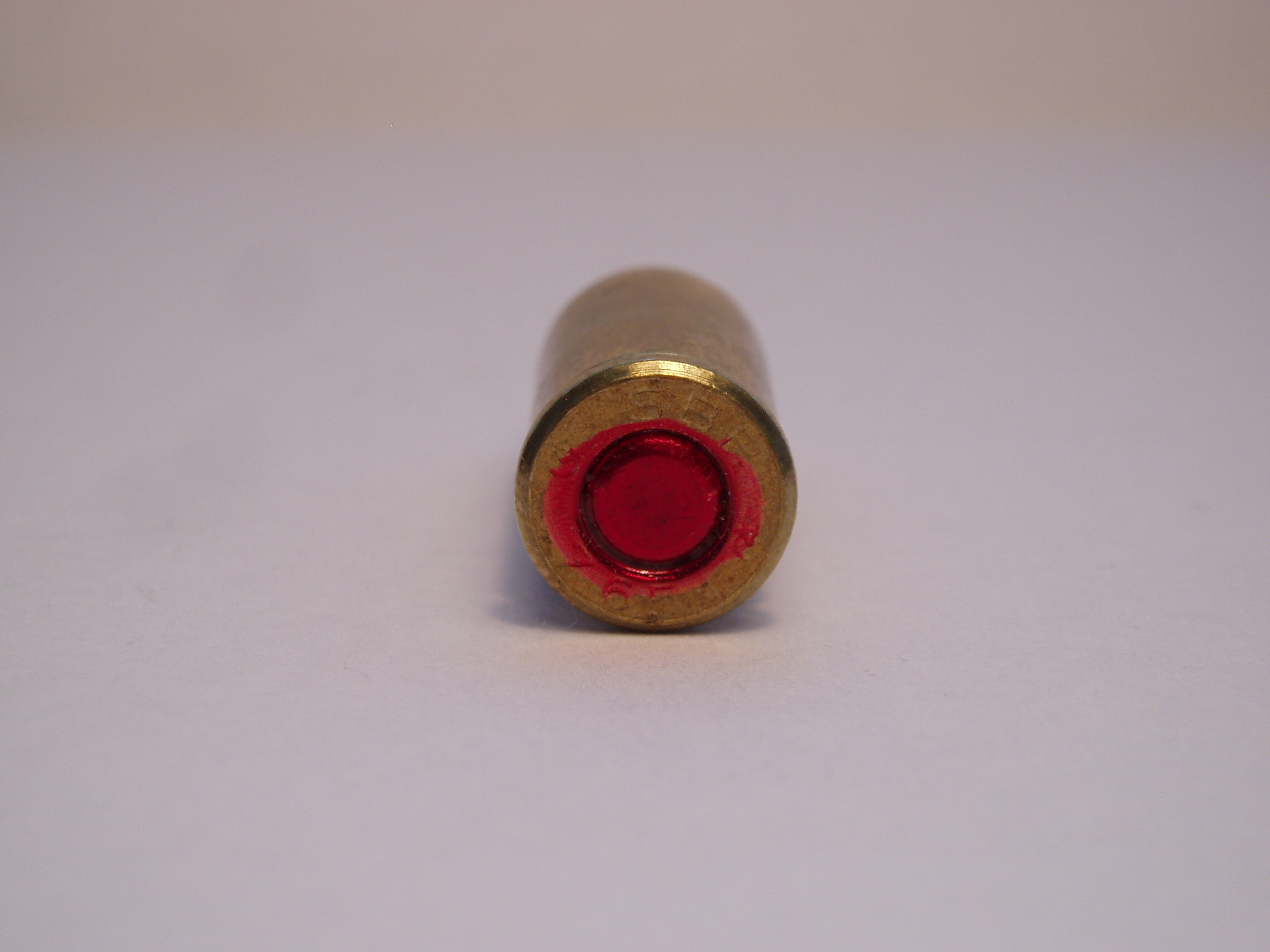
Bodem van een .32 ACP-pistoolpatroon van Sellier & Bellot.

De .32 ACP is een kaliber .32 inch pistoolpatroon
ontworpen door de Amerikaanse wapenmaker John Browning voor het FN Model 1900 halfautomatische pistool. Deze patroon werd in 1899 door FN geïntroduceerd. Vier jaar later, in 1903, werd ze door Colt's Manufacturing Company ook in Noord-Amerika gelanceerd. Het werd een groot succes. Het patroon werd wereldwijd overgenomen en gebruikt.

## Andere namen
Er wordt ook naar de .32 ACP-patroon verwezen met volgende namen:
- 32 Auto, veel gebruikt in Amerika
- .32 Browning Auto, naar de ontwerper
- 7,65 × 17 mm, naar het metrisch kaliber
- 7,65 × 17 mm SR, met SR van Semi-Rimmed (halve rand)
- 7,65 mm Browning, veel gebruikt in Europa

## Specificaties
- Huls: Halve rand, recht
- Hulslengte: 17,3 mm
- Patroonlengte: 25 mm
- Kogeldiameter: 7,8 mm
- Kogelgewicht: 4,2 g (JHP), 4,6 g (FMJ)
- Mondingssnelheid: 282 m/s (JHP), 270 m/s (FMJ)
- Energie: 167 J (JHP), 174 J (FMJ)

De 7,65 mm-patroon is bestemd voor eenvoudige en compacte pistolen. Hij geeft vrij weinig energie af waardoor de terugslag beperkt blijft en het gebruiksgemak dus verhoogd. Bij consequentie is het bereik en de stopkracht ervan gering.

## Gebruik
Onder meer volgende vuurwapens zijn gemaakt voor het gebruik van (onder meer) de .32 ACP-patroon:
- FN Model 1900
- Colt Model 1903 Pocket Hammerless
- FN Model 1910 en M1910/22
- Walther PPK (1929)
- Sauer 38H (1938)
- Mauser HSc (1940)
- Škorpion vz. 61 (1959)
- Beretta M 1935 (1935)